# Нумерология

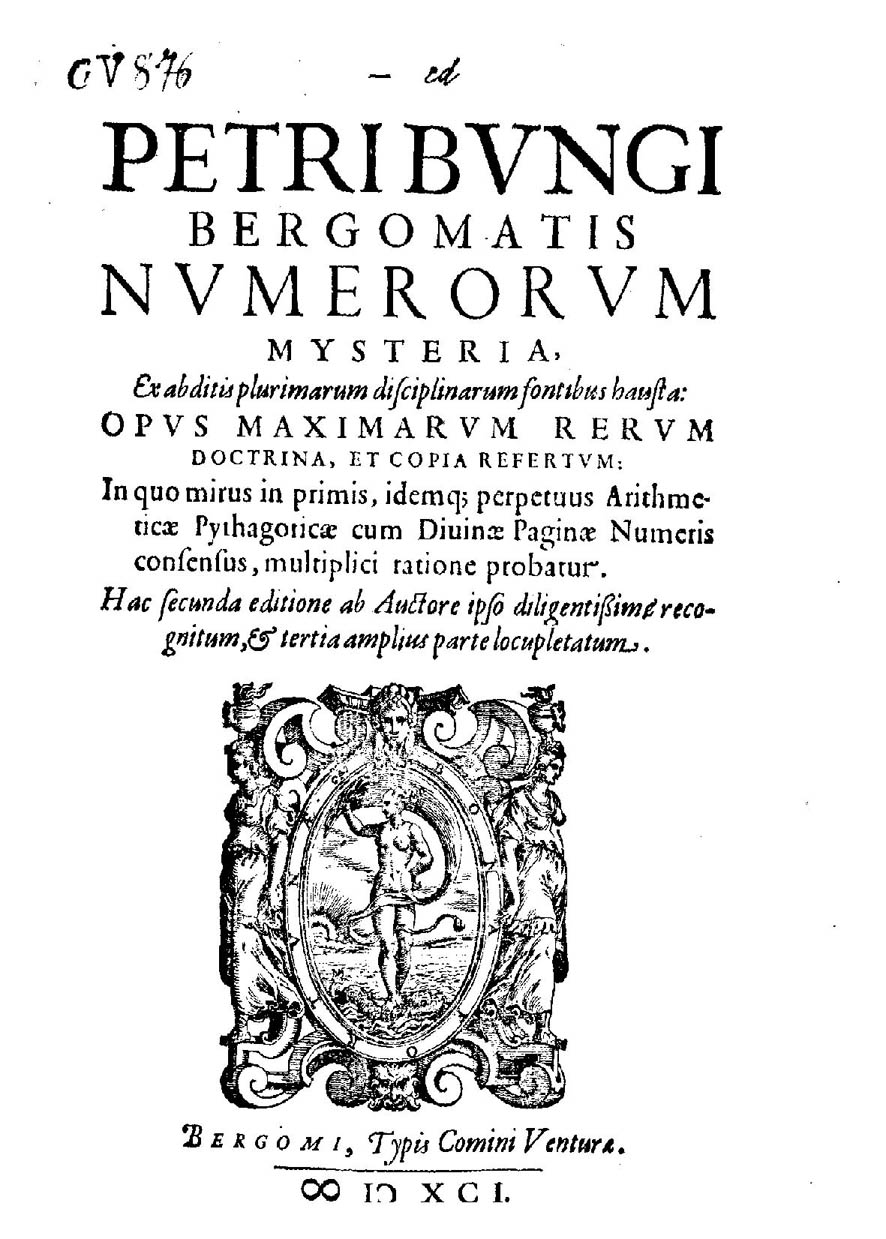
Numerorum mysteria (1591), трактат по нумерологии и его самая влиятельная работа в Европе

Нумероло́гия — вера в религиозные, эзотерические или мистические связи между числами и будущим или характером человека. Это понятие также обозначает изучение числового значения букв в словах, именах и идеях и часто связано с паранормальными явлениями, астрологией и другими гаданиями.
Нумерология и нумерологические гадания (вроде изопсефии) были популярны у ранних математиков, таких как пифагорейцы, и не считаются сейчас математическим знанием, как и в случае отделения алхимии от химии или астрологии от астрономии.
Термин также используется теми, кто верит в нумерологические принципы, даже не придерживаясь традиционной нумерологии, также в системе карточных гаданий. Так, в книге 1997 года Numerology: Or What Pythagoras Wrought американский математик Андервуд Дадли использовал этот термин в споре со сторонниками волновой теории Эллиотта в анализе рынка ценных бумаг.

## Критика
С научной точки зрения числа не имеют значения сами по себе и не влияют на жизнь человека. Следовательно, нумерология это суеверие и лженаука, которая использует числа, чтобы придать нумерологии видимость научного лоска.
Скептиками были проведены две научные проверки нумерологических принципов и методов, давшие отрицательные результаты. Одна в Великобритании в 1993 году и вторая в 2012 году в Израиле. В Израильском эксперименте принял участие профессиональный нумеролог и 200 участников. Эксперимент был повторен дважды и опять воспроизводил отрицательные результаты.

## Принципы нумерологии
В нумерологии все числа могут быть сведены к однозначным, которые соответствуют определённым качествам характера человека, сложением чисел дня рождения, месяца, года, а также их вместе (например, день плюс месяц), всех чисел даты рождения. За каждым числом закреплены определённые свойства, понятия и образы.

### Сокращение чисел до цифр
Для сокращения больших чисел в элементарные разработаны разные системы. Самый простой и популярный метод получения из чисел этих цифр — сложить все десятичные разряды этого числа, затем, если образуется 10 или более, сложить и эти цифры. Этот процесс продолжают до тех пор, пока не получат элементарное число от 1 до 9 (в некоторых вариантах нумерологических расчётов двузначные числа 11 и 22, также называемые господствующими, не сокращаются до однозначных). Такому «анализу» могут быть подвергнуты любые числа: дата рождения, номер телефона, номер квартиры и т. д. Математически эта процедура эквивалентна делению исходного числа по модулю на 9.
С нумерологической точки зрения, время движется по нескончаемо повторяющимся циклам от 1 до 9. В рамках столетий и декад каждый новый год приносит с собой новое число. Дни и месяцы внутри года также могут быть разделены на циклы.